# Цмоляс (гмина)
Цмоляс (пол. Cmolas) — сельская гмина (волость) в Польше, входит как административная единица в Кольбушовский повет, Подкарпатское воеводство. Население — 7981 человек (на 2005 год).

## Демография
| Перепись                       | Всего   | Всего | Женщины | Женщины | Мужчины | Мужчины |
| ------------------------------ | ------- | ----- | ------- | ------- | ------- | ------- |
| Единицы                        | человек | %     | человек | %       | человек | %       |
| Население                      | 7848    | 100   | 3885    | 49,5    | 3963    | 50,5    |
| Плотность населения (чел./км²) | 58,5    | 58,5  | 29      | 29      | 29,6    | 29,6    |

## Соседние гмины
1. Гмина Кольбушова
2. Гмина Дзиковец
3. Гмина Майдан-Крулевски
4. Гмина Мелец
5. Гмина Нивиска
6. Гмина Тушув-Народовы